# Церковь Святой Екатерины (Кобрино)
Церковь Святой Екатерины — несохранившийся лютеранский храм в деревне Кобрино Гатчинского района Ленинградской области, бывший центр прихода Коприна (фин. Koprina) Евангелическо-лютеранской церкви Ингрии.

## История
Приход Коприна был образован в 1640 году. Во время Северной войны к приходу Коприна был причтён капельный приход Ламппула с центром в деревне Лампово, где тогда находилась лютеранская часовня, а позднее на её месте была построена православная церковь.
В период с 1710 по 1748 год лютеранские приходы Коприна, Колппана и Спанккова составляли один объединённый приход.
В 1785—1786 годах, на южной окраине деревни Кобрино, рядом с господским домом, до 1781 года принадлежавшем прадеду Александра Пушкина, генерал-аншефу Абраму Ганнибалу, была выстроена деревянная церковь, освящённая во имя Святой Екатерины.
В 1800 году вотчину Ганнибалов купила Шарлотта Карловна Жандр, ставшая впоследствии женой мореплавателя Юрия Лисянского, она создала в ней усадебно-парковый ансамбль, включивший в себя и деревянное здание Кобринской кирхи.
В 1865 году в приходе Коприна числилось 3192 человека. Приход входил в Восточно-Ингерманландское пробство. В 1886—1887 годах кирху перестроили и расширили, увеличив её вместимость до 1200 мест. В 1889—1890 годах были отремонтированы кирха и пасторат.
В 1900 году в деревне Кобрино открылась воскресная школа, содержавшаяся на средства прихожан. Обучение чтению, письму и лютеранскому катехизису вёл в ней пастор Николай Сонни. В 1902 году открылась церковно-приходская школа. Учителем в ней работал «господин Демидов». В 1917 году приход насчитывал 6226 человек.
К приходу Коприна до 1925 года был приписан немецко-финский молитвенный дом в Дружной Горке, открытый в 1876 году для рабочих стекольного завода Ритинга. После его закрытия, помещение и церковное имущество были переданы в распоряжение коменданта посёлка Дружная Горка.
Также в приходе числился финский молитвенный дом в деревне Перякюля, открытый в 1922 году и закрытый в начале 1930-х годов.
В 1937 году Кобринская кирха была закрыта, пастор Иисакки Вирронен арестован. Убранство церкви было расхищено, сброшены колокола. Здание храма неоднократно переходило из рук в руки и впоследствии перешло в ведение местного колхоза.
Во время немецкой оккупации в 1941—1943 годах кирха была возвращена прихожанам. Богослужения проводил приехавший из Финляндии пастор Антти Паянен. После освобождения Кобрино в 1944 году церковь была вновь закрыта. В здании находилась сапожная мастерская Дома инвалидов войны (Дома слепых). Кирха сгорела в августе 1966 году.

## Прихожане
Приход Коприна (фин. Koprina) включал в себя 58 деревень:

Батово, Белогорка, Большево, Большие Слудицы, Борисово, Валасники, Введенское, Виркино, Вырица, Выра, Горки, Дружная Горка, Дружноселье, Заборье, Зайцево, Замостье, Заозерье, Изора, Кобрино, Клетно, Ковшово, Куровицы, Лязево, Ляды, Малая Вопша, Малая Изора, Маргусы, Межно, Мельница, Меньково, Мины, Мыза, Никольское, Новое Поддубье, Новокузнецово, Новосиверская, Новые Ляды, Озерешно, Орлино, Петровское, Пижма, Погост, Поддубье, Покровка, Порожек, Пустошка, Рождествено, Руново, Рыбицы, Савкино, Семрино, Среднее Деревко, Старое Поддубье, Старосиверская, Тихковицы, Хаймино, Чаща, Чикино.

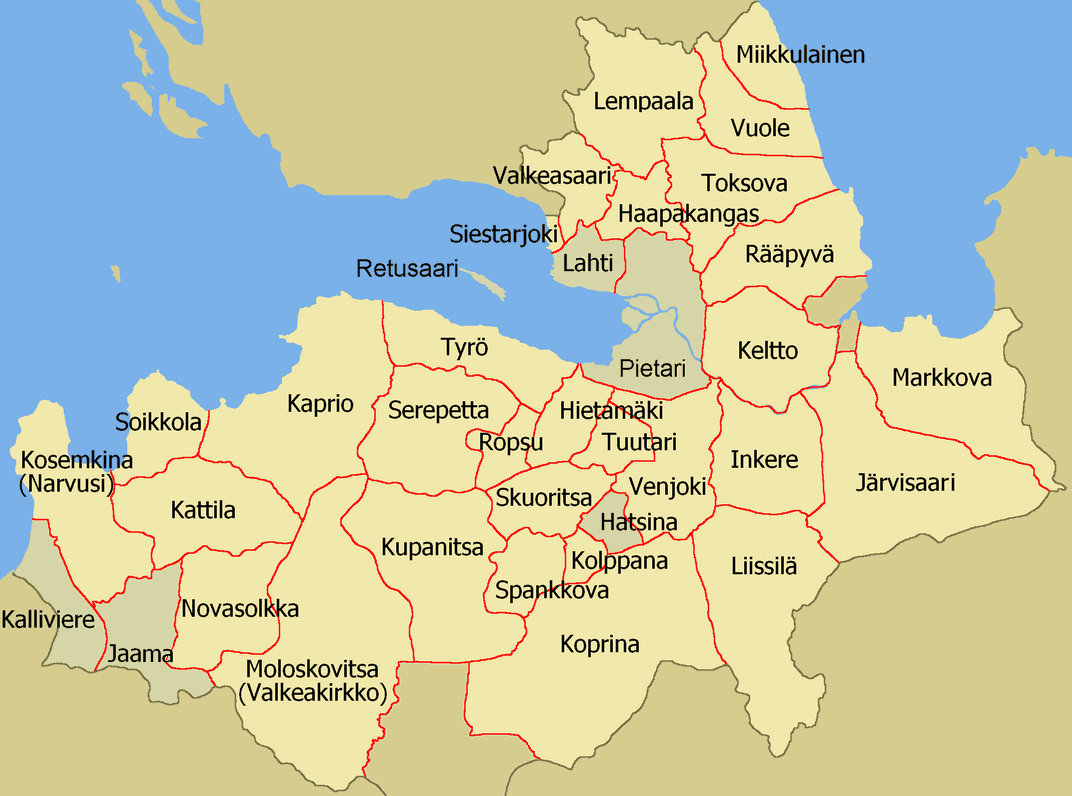
Карта приходов Церкви Ингрии (1930-е годы)

Изменение численности населения прихода Коприна с 1842 по 1928 год:

## Духовенство

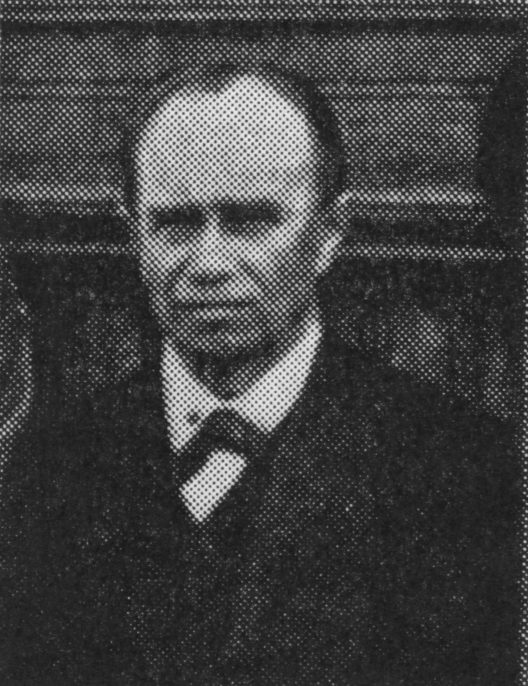
Пастор Н. Сонни.

| Настоятели прихода | Настоятели прихода                        |
| Даты               | Пастор                                    |
| ------------------ | ----------------------------------------- |
| 1650—1666          | Матиас Томас Лаппвесимеус                 |
| 1675—1690          | Йохан Кюандер                             |
| 1693—1695          | Балтазар Ковиниус                         |
| 1698—1707          | Георгий Сарковиус (капеллан)              |
| 1710—1719†         | Габриэль Элимеус (пастор)                 |
| 1720—1746†         | Лаврентиус Арвид Ротовиус                 |
| 1735—1753          | Эрик Рикнек (и. о. пастора, пастор)       |
| 1753—1759          | Лаврентиус Ротовиус мл. (адъюнкт, пастор) |
| 1759—1765†         | Йохан Вириландер (настоятель)             |
| 1765—1785†         | Эрик Блом (настоятель)                    |
| 1786—1820          | Хенрик Вилхелм Карлинг (настоятель)       |
| 1795—1803          | Андерс Магнус Хедин (адъюнкт)             |
| 1811—1813          | Хенрик Вестен (адъюнкт)                   |
| 1816—1817          | Андерс Ренвалль (адъюнкт)                 |
| 1821               | Захариас Пеландер (адъюнкт)               |
| 1821               | Арвид Строльман (и. о. пастора)           |
| 1821—1846†         | Андерс Леопольд Меларт (настоятель)       |
| 1848—1875          | Фредрик Густаф Берг (настоятель)          |
| 1871—1873          | Алексис Книпер (адъюнкт)                  |
| 1875—1884          | Андерс Теодор Винтер (настоятель)         |
| 1885—1919          | Николай Вилхелм Сонни (настоятель)        |
| 1921               | Антти Ятинен                              |
| 1921—1922          | Антти Карху                               |
| 1922               | Оскар Карл Йохан Пальса (епископ)         |
| 1922—1937          | Иисакки Вирронен                          |
| 1941—1943          | Антти Паянен                              |

## Фото

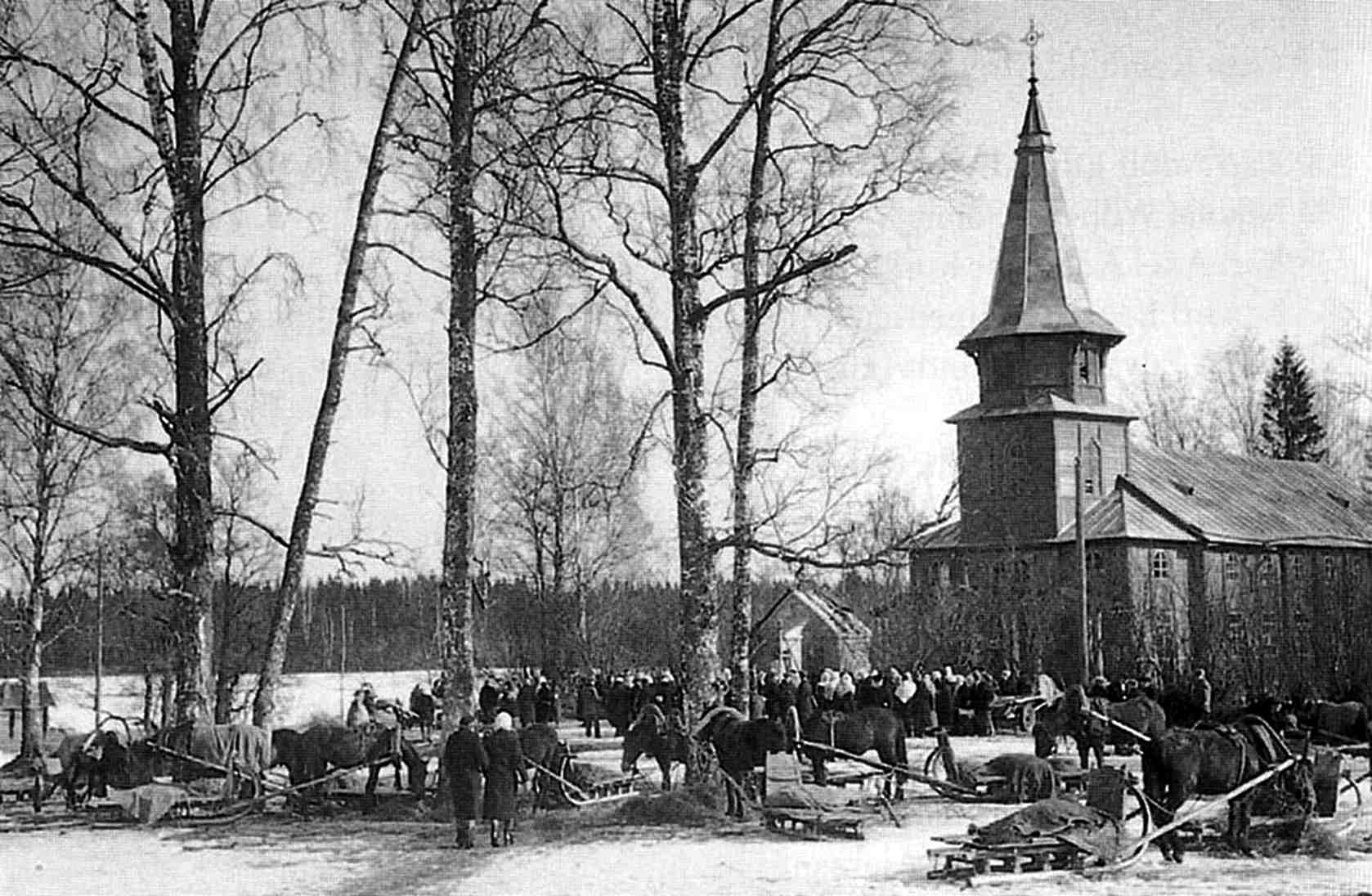
Кирха прихода Коприна. 1911 год
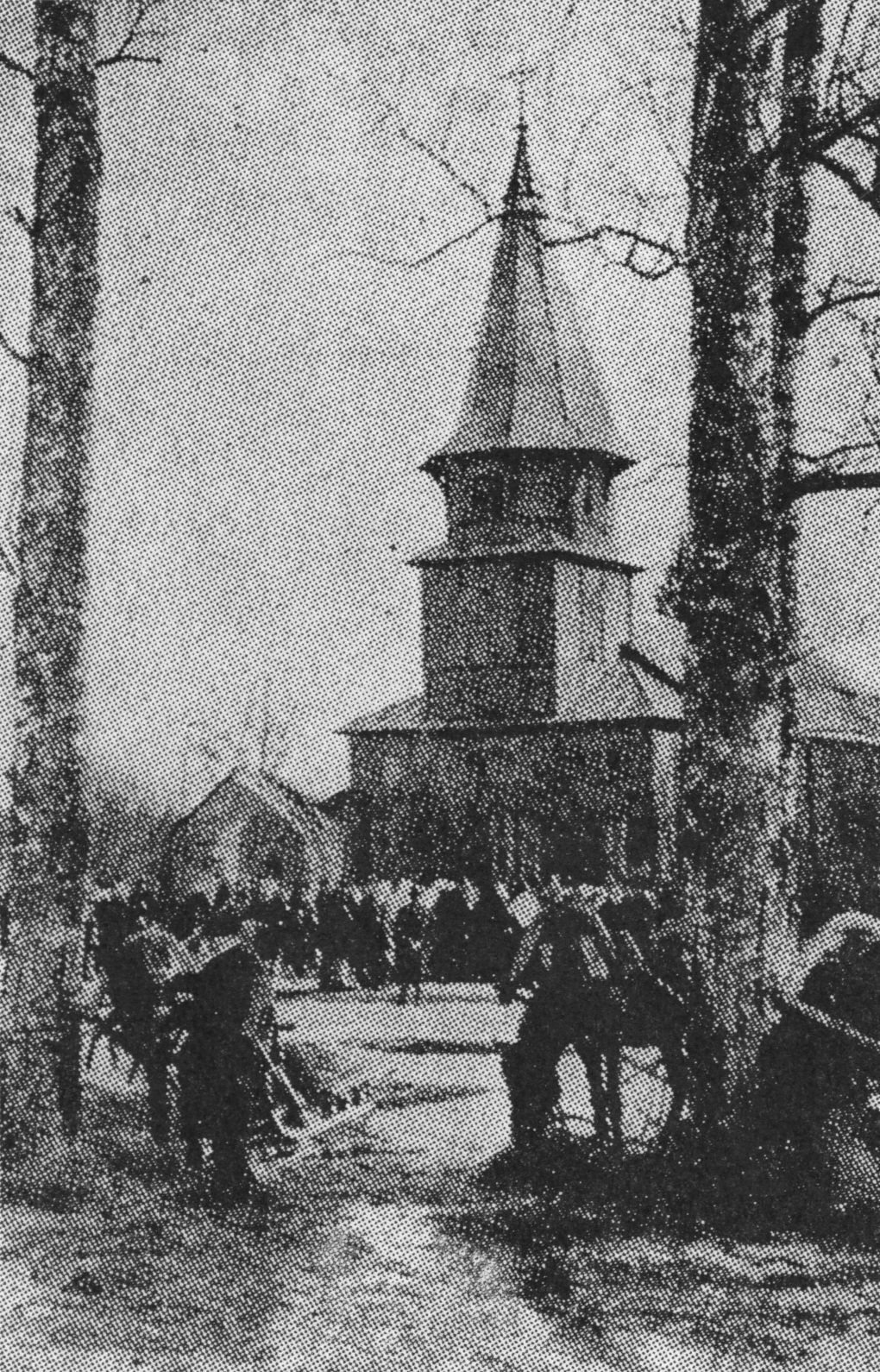
Кирха прихода Коприна.
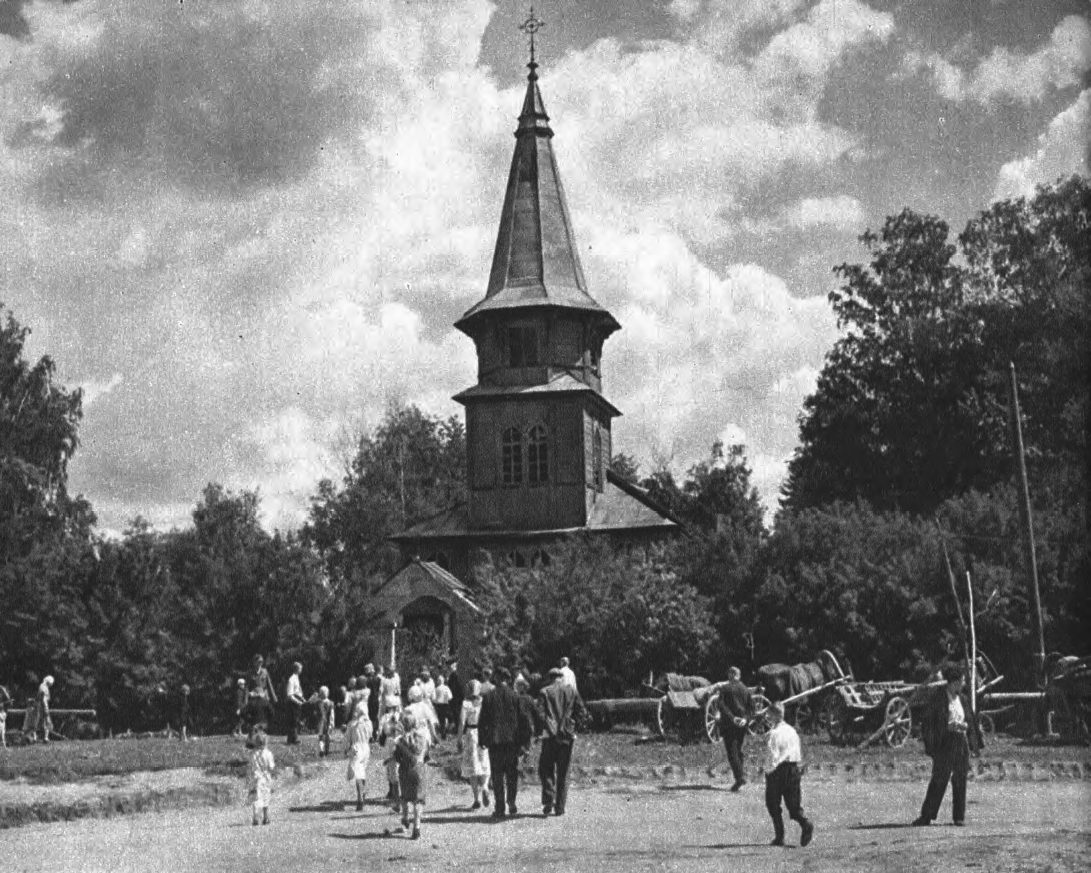
Кирха прихода Коприна. 1943 год
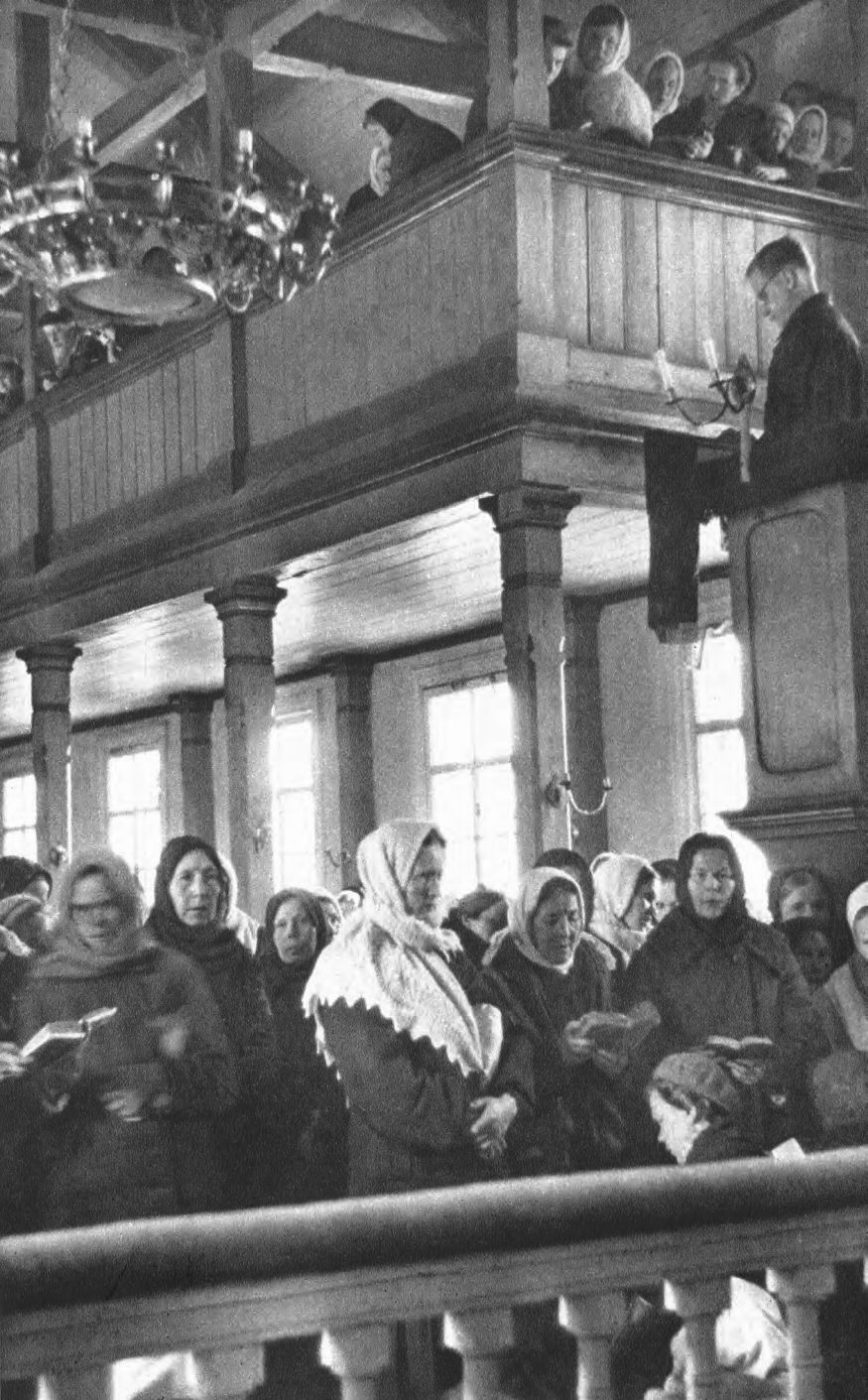
Богослужение. 1943 год